# Geistthal
Geistthal là một đô thị thuộc huyện Voitsberg thuộc bang Steiermark, nước Áo. Đô thị Geistthal có diện tích 36,35 km², dân số thời điểm cuối năm 2005 là 943 người.